# Tobias Gerland
Tobias Gerland (* 2. November 1960) ist ein ehemaliger deutscher American-Football-Spieler.

## Laufbahn
Gerland spielte von 1980 bis 1991 für die Dortmund Giants. Der als Halfback und teils als Quarterback eingesetzte Spieler erreichte mit Dortmund 1989 das Halbfinale um die deutsche Meisterschaft, dort unterlag man dem späteren Titelgewinner Berlin Adler mit 0:55. Nach einer Saison beim Bundesliga-Konkurrenten Monheim Sharks (1992) ging er nach Dortmund zurück und bestritt dort die 1993er Saison. Als Anerkennung für Gerlands Leistungen wird die von ihm getragene Rückennummer 44 von den Dortmund Giants nicht mehr vergeben.
1994 spielte Gerland bei den Düsseldorf Panthern in der Bundesliga und trug zum Gewinn der deutschen Meisterschaft bei. Mit 84 Punkten und 14 Touchdowns stand er in Düsseldorf mannschaftsintern an der Spitze und in der Bundesliga Nord auf dem fünften Rang. 1995 und 1996 war er Mitglied des Zweitligisten Solingen Hurricanes und spielte 1997 wieder in Düsseldorf.
Mit Deutschlands Nationalmannschaft wurde Gerland bei der Europameisterschaft 1989 im eigenen Land Dritter.
Ab 2001 war er Spielertrainer bei den Dortmund Giants, die mittlerweile nicht mehr in der höchsten deutschen Spielklasse antraten. Er stieg mit Dortmund 2002 in die 4. Liga und 2003 in die drittklassige Regionalliga auf. Gerland brachte sich in Dortmund ebenfalls in die Nachwuchsarbeit ein und führte die U19 des Vereins 2015 als hauptverantwortlicher Trainer zur deutschen Vizemeisterschaft. Im Herbst 2019 trat er das Cheftraineramt bei der Herrenmannschaft der Dortmund Giants an. Gerland wurde 2020 durch eine Publikumsabstimmung in die Ruhmeshalle der deutschen Football-Anhänger (Fans’ Football Hall of Fame) aufgenommen.